# Peter Egner
Peter Egner (* 1. Februar 1922 in Tscherwenka; † 24. Januar 2011 in Seattle, USA) war ein im ehemaligen Jugoslawien geborener, deutschstämmiger Nationalsozialist, der ab 1965 die US-amerikanische Staatsbürgerschaft besaß. Er war als Mitglied des Sicherheitsdienstes der SS (SD) an der Bewachung von Gefangenen im KZ Auschwitz beteiligt. Egner stand auf der Liste der meistgesuchten Nazis des Simon Wiesenthal Centers.

## Leben
Nach dem Krieg ging Egner in die USA. 1965 beantragte er die Staatsbürgerschaft. Bei seiner Einbürgerung gab Egner an, Soldat der Wehrmacht gewesen zu sein, verschwieg aber sein Engagement im SD. Er lebte zurückgezogen mit seiner Frau in Portland. 

## Rolle als Wachmann in Jugoslawien
Egner diente in einer Einsatzgruppe des SD in Jugoslawien. Die Einheit ermordete tausende von Juden und Serben Anfang des Jahres 1942 in speziell umgebauten Gaswagen (geschlossene LKWs, die mit Kohlenmonoxid begast wurden). Der SD spielte eine entscheidende Rolle in der Vernichtung von Juden, Zigeunern, Kommunisten, Homosexuellen und anderen Minderheiten im Dritten Reich. Dokumente weisen nach, dass er als Wachmann einen Zug ins KZ Auschwitz begleitete, in dem Kinder, Frauen und Männer der Sinti und Roma deportiert wurden.
Egner selbst insistierte lange Zeit, er sei ein einfacher Soldat der Wehrmacht gewesen, der 1943 verwundet wurde. Justizunterlagen aus dem Jahr 2010 weisen nach, dass er Gefreiter in den Einsatzgruppen war. Egner sagte, er sei zum Zeitpunkt seiner ersten Aussagen verwirrt gewesen und hätte deshalb damals nicht die Wahrheit gesagt.
Serbien überprüfte Egners Rolle in den Semlin- und Avala-Hinrichtungen. Am 24. Januar 2011 verstarb Egner in einer Seniorenresidenz nahe Seattle.